# 新加坡腾飞集团
新加坡腾飞集团（英語：Ascendas Group）总部位于新加坡，主要业务包括对信息科技园、工业园、物流园、商务园、科学园、综合开发项目、高规格设施、都市写字楼和商场等商务地产的规划、开发、管理和营销。是新加坡裕廊集团的子公司，也是目前新加坡最大的工业房地产开发商。
2002年11月，腾飞成立新加坡首个商务地产信托基金，即腾飞房产投资信托 (A-REIT) 。2007年8月，亚洲首个上市的印度地产信托基金—腾飞印度信托 (a-iTrust) 成立。2012年7月，腾飞酒店信托 (A-HTRUST) 成功上市，其在澳大利亚、中国、日本和新加坡也拥有多家酒店。除管理上市房地产基金之外，腾飞也管理着亚洲区域内多个私募房地产基金，所持资产涵盖了商业和工业地产项目。
2014年9月，裕廊集团和淡马锡控股宣布探讨将旗下四家子公司（裕廊集团旗下的腾飞集团、裕廊国际，以及淡马锡控股旗下的盛邦国际咨询公司和星桥集团）合并，组成一个提供一体化城市发展方案的集团。